# ナサニエル・ホーン・ジ・エルダー
ナサニエル・ホーン（Nathaniel Hone RA 、1718年4月24日 - 1784年8月14日）は、アイルランド生まれの画家である。肖像画やミニアチュールを描いた。1768年に設立されたロイヤル・アカデミー・オブ・アーツの創立メンバーとなった。画家となった同名の曾孫の「Nathaniel Hone the Younger」 (1831–1917)と区別するために「Nathaniel Hone the Elder」ともよばれる。

## 略歴
オランダに出自を持つ商人の息子としてダブリンで生まれた。若い時代にイングランドに移り、ヨークに住んだ。独学で絵を学び、1742年に第4代アーガイル公爵の婚外子のメアリー・アール（Mary Earle）と結婚して、ロンドンで裕福な生活を送るようになる頃までには、エナメル画によるミニアチュール肖像画家として、有名になっていた。1750年から1752年の間はイタリアに修行に出ていた。1753年には短期間パリに滞在した。1760年に設立された芸術家協会（Society of Artists）の会員であり、協会がロイヤル・アカデミー・オブ・アーツに発展するとその創立メンバーの一人となった。
肖像画家として法律家のジョン・フィールディング卿（John Fielding: 1721–1780）や有名な司祭のジョン・ウェスレー（1703-1791）、有力な軍人を描き、版画家としても自らの作品を版画にして出版した。
1775年のロイヤル・アカデミーの展覧会に出展しようとした『魔術師（The Conjurer）』と題された作品が、有力な画家であるジョシュア・レノルズを風刺し、女性画家のアンゲリカ・カウフマンとの関係をにおわしているのではないかとされ、アカデミーの会員やカウフマンの抗議で展示を拒否される逸話を残した。ホーンは作品のなかのカウフマンと思われる女性像を塗り消して、他の60点余りのホーンの作品とともに単独で展覧会を開いた。翌年からホーンはロイヤル・アカデミーの展覧会に出展を再開し亡くなるまで、出展を続けた。
1784年にロンドンで亡くなった。2人の息子、ジョン・カミラス・ホーン（John Camillus Hone: 1759–1836）とホーレス・ホーン（Horace Hone:1754–1825）は画家になった。

## ギャラリー

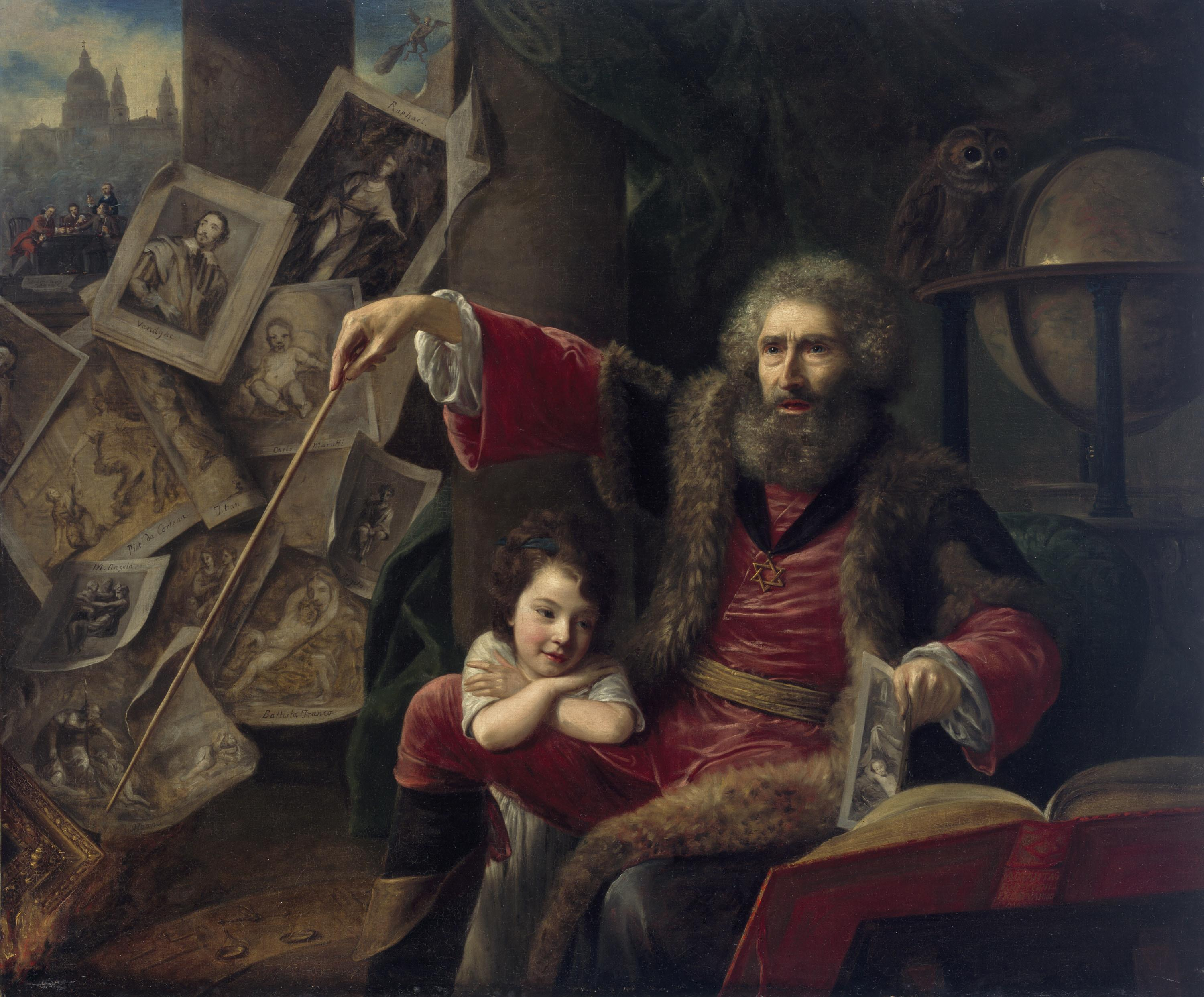
『魔術師（The Conjurer）』(1775) アイルランド国立美術館
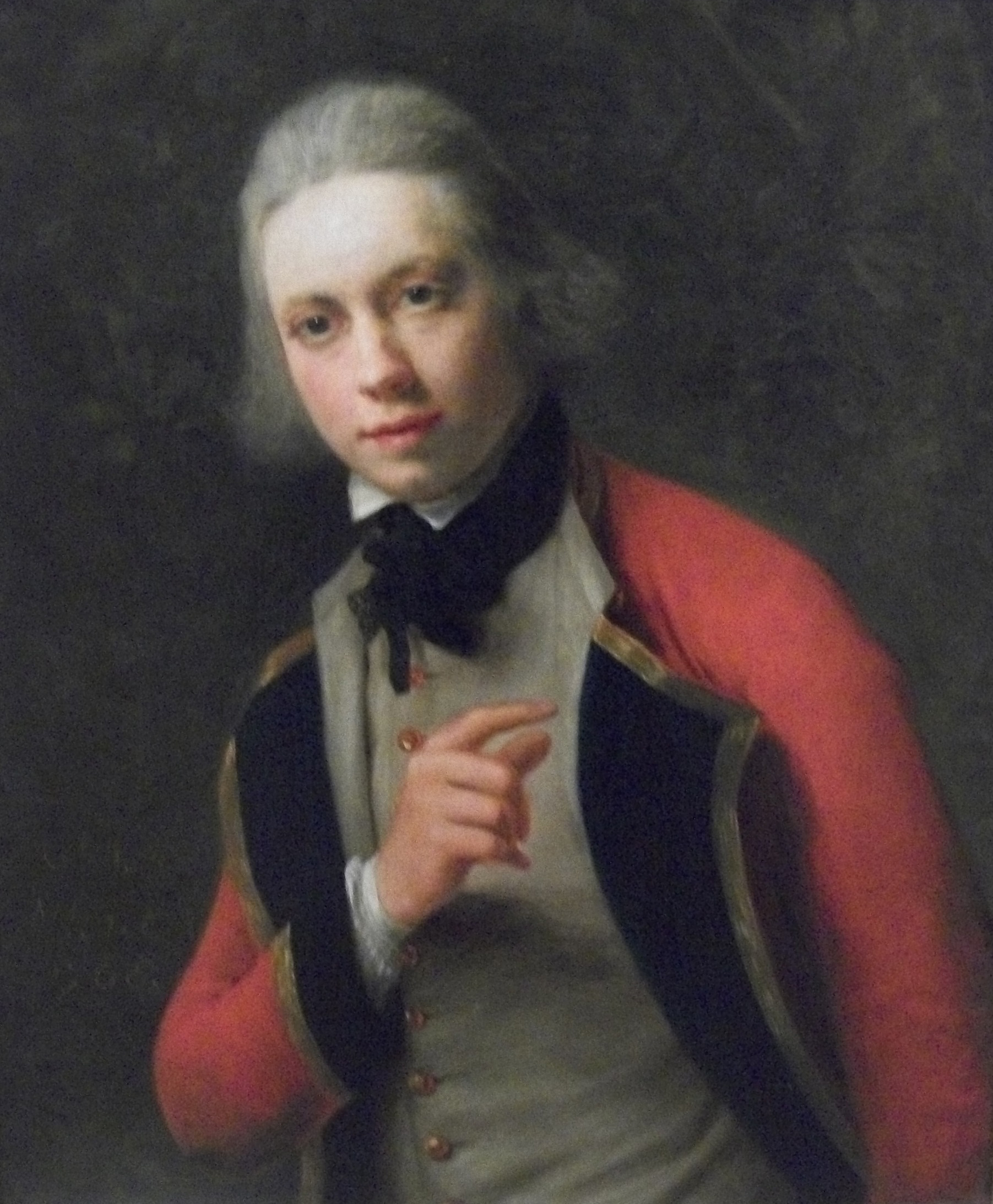
ジェームズ・ウルフの肖像画 (1768) ロイヤルオンタリオ博物館
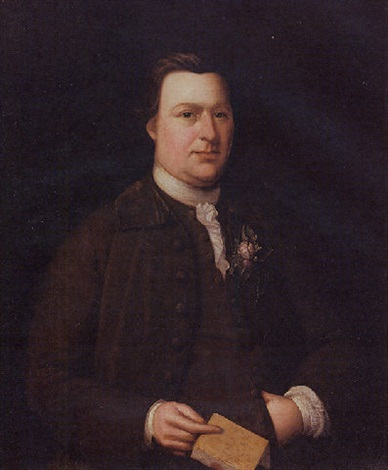
バトン・グインネットの肖像画
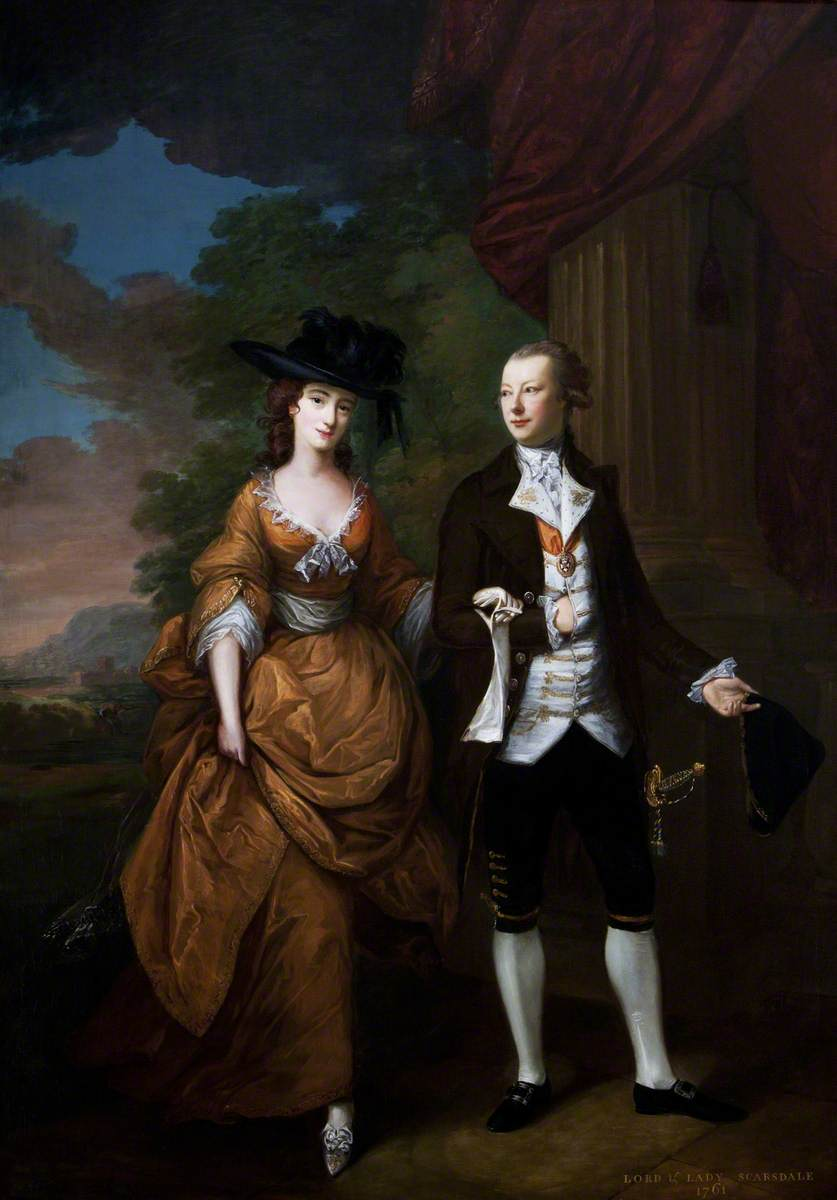
初代スカーズデール男爵夫妻